# Seznam měst v Polsku

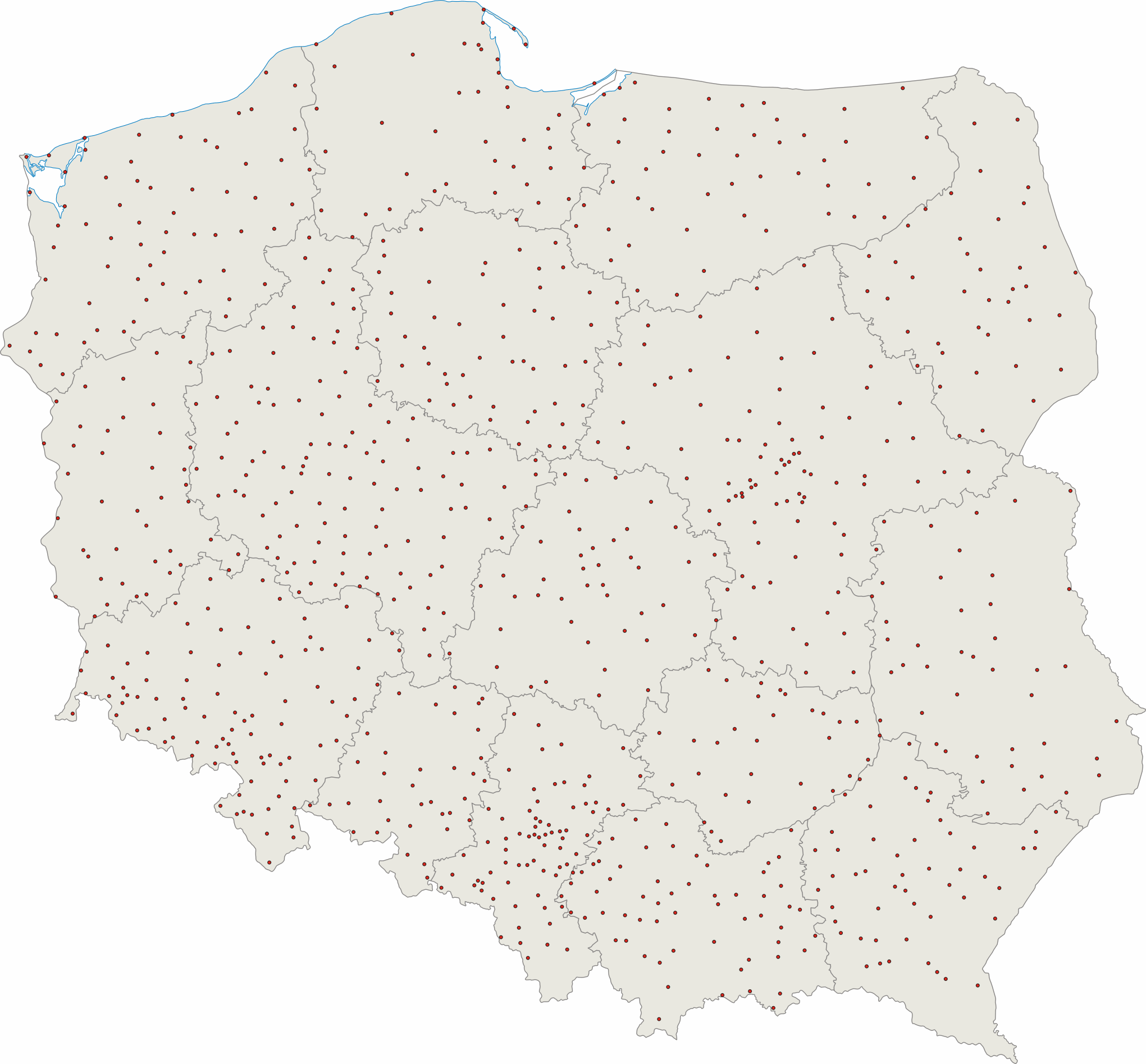
Mapa polských měst (platná k 1. lednu 2019)

Seznam měst v Polsku uvedený níže zahrnuje polská města v abecedním pořádku a v polské podobě. V závorkách je vždy uvedeno vojvodství, do kterého dané město patří. 
Ke dni 1. ledna 2025 bylo v Polsku celkem 1020 měst, z toho:
- 302 samostatných městských obcí = gmin
- 107 měst s titulem "prezidentské" (představitel města označován jako prezydent miasta)
- 66 měst s okresními právy = powiaty
- 36 měst s počtem obyvatel nad 100 000
- 18 měst, která jsou sídly vojvodských úřadů
- 11 měst, která jsou sídly odvolacího soudu
- Jedno město s více než milionem obyvatel, na které se vztahuje zvláštní zákon upravující jeho správu[2]

V polských městech je výkonným orgánem, který je zároveň orgánem veřejné správy, prezident města nebo starosta, zatímco zastupitelským a kontrolním orgánem je městská rada nebo obecní rada.

## Zkratky vojvodství
- DS – Dolnoslezské vojvodství
- KP – Kujavsko-pomořské vojvodství
- LD – Lodžské vojvodství
- LB – Lublinské vojvodství
- LS – Lubušské vojvodství
- MP – Malopolské vojvodství
- MZ – Mazovské vojvodství
- OP – Opolské vojvodství
- PK – Podkarpatské vojvodství
- PL – Podleské vojvodství
- PM – Pomořské vojvodství
- SL – Slezské vojvodství
- SK – Svatokřížské vojvodství
- WM – Varmijsko-mazurské vojvodství
- WP – Velkopolské vojvodství
- ZP – Západopomořanské vojvodství

## A
- Aleksandrów Kujawski (KP)
- Aleksandrów Łódzki (LD)
- Alwernia (MP)
- Andrychów (MP)
- Annopol (LB)
- Augustów (PL)

## B
- Babimost (LS)
- Baborów (OP)
- Baranów Sandomierski (PK)
- Barcin (KP)
- Barczewo (WM)
- Bardo (DS)
- Barlinek (ZP)
- Bartoszyce (WM)
- Barwice (ZP)
- Bełchatów (LD)
- Bełżyce (LB)
- Będzin (SL)
- Biała (OP)
- Biała Piska (WM)
- Biała Podlaska (LB)
- Biała Rawska (LD)
- Białaczów (LD)
- Białobrzegi (MZ)
- Białogard (ZP)
- Biały Bór (ZP)
- Białystok (PL)
- Biecz (MP)
- Bielawa (DS)
- Bielsk Podlaski (PL)
- Bielsko-Biała (SL)
- Bieruń (SL)
- Bierutów (DS)
- Bieżuń (MZ)
- Biłgoraj (LB)
- Bircza (PK)
- Biskupiec (WM)
- Bisztynek (WM)
- Blachownia (SL)
- Błaszki (LD)
- Błażowa (PK)
- Błonie (MZ)
- Bobolice (ZP)
- Bobowa (MP)
- Bobrowniki (KP)
- Bochnia (MP)
- Bodzanów (MZ)
- Bodzentyn (SK)
- Bogatynia (DS)
- Bogoria (SK)
- Boguchwała (PK)
- Boguszów-Gorce (DS)
- Bojanowo (WP)
- Bolesławiec (DS)
- Bolesławiec (LD)
- Bolimów (LD)
- Bolków (DS)
- Borek Wielkopolski (WP)
- Borne Sulinowo (ZP)
- Braniewo (WM)
- Brańsk (PL)
- Brodnica (KP)
- Brody (LS)
- Brok (MZ)
- Brusy (PM)
- Brwinów (MZ)
- Brzeg (OP)
- Brzeg Dolny (DS)
- Brzesko (MP)
- Brzeszcze (MP)
- Brześć Kujawski (KP)
- Brzeziny (LD)
- Brzostek (PK)
- Brzozów (PK)
- Budzyń (VP)
- Buk (WP)
- Bukowno (MP)
- Busko-Zdrój (SK)
- Bychawa (LB)
- Byczyna (OP)
- Bydgoszcz (KP)
- Bystrzyca Kłodzka (DS)
- Bytom (SL)
- Bytom Odrzański (LS)
- Bytów (PM)

## C
- Cedynia (ZP)
- Cegłów (MZ)
- Chełm (LB)
- Chełmek (MP)
- Chełmno (KP)
- Chełmża (KP)
- Chęciny (SK)
- Chmielnik (SK)
- Chocianów (DS)
- Chociwel (ZP)
- Chocz (VP)
- Chodecz (KP)
- Chodzież (WP)
- Chojna (ZP)
- Chojnice (PM)
- Chojnów (DS)
- Choroszcz (PL)
- Chorzele (MZ)
- Chorzów (SL)
- Choszczno (ZP)
- Chrzanów (MP)
- Ciechanowiec (PL)
- Ciechanów (MZ)
- Ciechocinek (KP)
- Ciepielów (MZ)
- Cieszanów (PK)
- Cieszyn (SL)
- Ciężkowice (MP)
- Cybinka (LS)
- Czaplinek (ZP)
- Czarna Białostocka (PL)
- Czarna Woda (PM)
- Czarne (PM)
- Czarnków (WP)
- Czarny Dunajec (MP)
- Czchów (MP)
- Czechowice-Dziedzice (SL)
- Czeladź (SL)
- Czemierniki (LB)
- Czempiń (WP)
- Czerniejewo (WP)
- Czersk (PM)
- Czerwieńsk (LS)
- Czerwionka-Leszczyny (SL)
- Czerwińsk nad Wisłą (MZ)
- Częstochowa (SL)
- Człopa (ZP)
- Człuchów (PM)
- Czyżew (PL)

## Ć
- Ćmielów (SK)

## D
- Daleszyce (SK)
- Darłowo (ZP)
- Dąbie (WP)
- Dąbrowa Białostocka (PL)
- Dąbrowa Górnicza (SL)
- Dąbrowa Tarnowska (MP)
- Dąbrowice (LD)
- Debrzno (PM)
- Dębica (PK)
- Dęblin (LB)
- Dębno (ZP)
- Dobczyce (MP)
- Dobiegniew (LS)
- Dobra (ZP)
- Dobra (WP)
- Dobre (MZ)
- Dobre Miasto (WM)
- Dobrodzień (OP)
- Dobrzany (ZP)
- Dobrzyca (VP)
- Dobrzyń nad Wisłą (KP)
- Dolsk (WP)
- Drawno (ZP)
- Drawsko Pomorskie (ZP)
- Drezdenko (LS)
- Drobin (MZ)
- Drohiczyn (PL)
- Drzewica (LD)
- Dubiecko (PK)
- Dukla (PK)
- Duszniki-Zdrój (DS)
- Dynów (PK)
- Działdowo (WM)
- Działoszyce (SK)
- Działoszyn (LD)
- Dzierzgoń (PM)
- Dzierżoniów (DS)
- Dziwnów (ZP)

## E
- Elbląg (WM)
- Ełk (WM)

## F
- Frampol (LB)
- Frombork (WM)

## G
- Garwolin (MZ)
- Gąbin (MZ)
- Gąsawa (KP)
- Gdańsk (PM)
- Gdynia (PM)
- Gielniów (MZ)
- Giżycko (WM)
- Glinojeck (MZ)
- Gliwice (SL)
- Głogów (DS)
- Głogów Małopolski (PK)
- Głogówek (OP)
- Głowaczów (MZ)
- Głowno (LD)
- Głubczyce (OP)
- Głuchołazy (OP)
- Głuszyca (DS)
- Gniew (PM)
- Gniewkowo (KP)
- Gniezno (WP)
- Gogolin (OP)
- Golczewo (ZP)
- Goleniów (ZP)
- Golina (WP)
- Golub-Dobrzyń (KP)
- Gołańcz (WP)
- Gołdap (WM)
- Goniądz (PL)
- Goraj (LB)
- Gorlice (MP)
- Gorzów Śląski (OP)
- Gorzów Wielkopolski (LS)
- Gostynin (MZ)
- Gostyń (WP)
- Gościno (ZP)
- Gowarczów (SK)
- Gozdnica (LS)
- Góra (DS)
- Góra Kalwaria (MZ)
- Górowo Iławeckie (WM)
- Górzno (KP)
- Grabów (LD)
- Grabów nad Prosną (WP)
- Grajewo (PL)
- Grodków (OP)
- Grodzisk Mazowiecki (MZ)
- Grodzisk Wielkopolski (WP)
- Grójec (MZ)
- Grudziądz (KP)
- Grybów (MP)
- Gryfice (ZP)
- Gryfino (ZP)
- Gryfów Śląski (DS)
- Gubin (LS)

## H
- Hajnówka (PL)
- Halinów (MZ)
- Hel (PM)
- Hrubieszów (LB)

## I
- Iława (WM)
- Iłowa (LS)
- Iłża (MZ)
- Imielin (SL)
- Inowłódz (LD)
- Inowrocław (KP)
- Ińsko (ZP)
- Iwaniska (SK)
- Iwonicz-Zdrój (PK)
- Izbica (LB)
- Izbica Kujawska (KP)

## J
- Jabłonowo Pomorskie (KP)
- Jadów (MZ)
- Janikowo (KP)
- Janowiec Wielkopolski (KP)
- Janów Lubelski (LB)
- Jaraczewo (VP)
- Jarocin (WP)
- Jarosław (PK)
- Jasień (LS)
- Jasło (PK)
- Jastarnia (PM)
- Jastrowie (WP)
- Jastrząb (MZ)
- Jastrzębie-Zdrój (SL)
- Jawor (DS)
- Jawornik Polski (PK)
- Jaworzno (SL)
- Jaworzyna Śląska (DS)
- Jedlicze (PK)
- Jedlina-Zdrój (DS)
- Jedlnia-Letnisko (MZ)
- Jedwabne (PL)
- Jelcz-Laskowice (DS)
- Jelenia Góra (DS)
- Jeziorany (WM)
- Jeżów (LD)
- Jędrzejów (SK)
- Jordanów (MP)
- Józefów (LB)
- Józefów (MZ)
- Józefów nad Wisłą (LB)
- Jutrosin (WP)

## K
- Kaczory (WP)
- Kalety (SL)
- Kalisz (WP)
- Kalisz Pomorski (ZP)
- Kalwaria Zebrzydowska (MP)
- Kałuszyn (MZ)
- Kamieniec Ząbkowicki (DS)
- Kamienna Góra (DS)
- Kamień Krajeński (KP)
- Kamień Pomorski (ZP)
- Kamieńsk (LD)
- Kamionka (LB)
- Kańczuga (PK)
- Karczew (MZ)
- Kargowa (LS)
- Karlino (ZP)
- Karpacz (DS)
- Kartuzy (PM)
- Katowice (SL)
- Kazanów (MZ)
- Kazimierz Dolny (LB)
- Kazimierza Wielka (SK)
- Kąty Wrocławskie (DS)
- Kcynia (KP)
- Kędzierzyn-Koźle (OP)
- Kępice (PM)
- Kępno (WP)
- Kętrzyn (WM)
- Kęty (MP)
- Kielce (SK)
- Kiernozia (LD)
- Kietrz (OP)
- Kikół (KP)
- Kisielice (WM)
- Kleczew (WP)
- Kleszczele (PL)
- Klimontów (SK)
- Kluczbork (OP)
- Kłecko (WP)
- Kłobuck (SL)
- Kłodawa (WP)
- Kłodzko (DS)
- Knurów (SL)
- Knyszyn (PL)
- Kobylin (WP)
- Kobylnica (PM)
- Kobyłka (MZ)
- Kock (LB)
- Kolbuszowa (PK)
- Kolno (PL)
- Kolonowskie (OP)
- Koluszki (LD)
- Kołaczyce (PK)
- Koło (WP)
- Kołobrzeg (ZP)
- Koniecpol (SL)
- Konin (WP)
- Konstancin-Jeziorna (MZ)
- Konstantynów Łódzki (LD)
- Końskie (SK)
- Końskowola (LB)
- Koprzywnica (SK)
- Korfantów (OP)
- Koronowo (KP)
- Korsze (WM)
- Kosów Lacki (MZ)
- Kostrzyn (WP)
- Kostrzyn nad Odrą (LS)
- Koszalin (ZP)
- Koszyce (MP)
- Kościan (WP)
- Kościerzyna (PM)
- Kowal (KP)
- Kowalewo Pomorskie (KP)
- Kowary (DS)
- Koziegłowy (SL)
- Kozienice (MZ)
- Koźmin Wielkopolski (WP)
- Koźminek (VP)
- Kożuchów (LS)
- Kórnik (WP)
- Krajenka (WP)
- Kraków (MP)
- Krapkowice (OP)
- Krasnobród (LB)
- Krasnystaw (LB)
- Kraśnik (LB)
- Krobia (WP)
- Krosno (PK)
- Krosno Odrzańskie (LS)
- Krośniewice (LD)
- Krotoszyn (WP)
- Kruszwica (KP)
- Krynica Morska (PM)
- Krynica-Zdrój (MP)
- Krynki (PL)
- Krzanowice (SL)
- Krzepice (SL)
- Krzeszowice (MP)
- Krzywiń (WP)
- Krzyż Wielkopolski (WP)
- Książ Wielki (MP)
- Książ Wielkopolski (WP)
- Kudowa-Zdrój (DS)
- Kunów (SK)
- Kurów (LB)
- Kutno (LD)
- Kuźnia Raciborska (SL)
- Kwidzyn (PM)

## L
- Latowicz (MZ)
- Lądek-Zdrój (DS)
- Legionowo (MZ)
- Legnica (DS)
- Lesko (PK)
- Leszno (WP)
- Leśna (DS)
- Leśnica (OP)
- Lewin Brzeski (OP)
- Leżajsk (PK)
- Lębork (PM)
- Lędziny (SL)
- Libiąż (MP)
- Lidzbark (WM)
- Lidzbark Warmiński (WM)
- Limanowa (MP)
- Lipiany (ZP)
- Lipno (KP)
- Lipsk (PL)
- Lipsko (MZ)
- Lubaczów (PK)
- Lubań (DS)
- Lubartów (LB)
- Lubawa (WM)
- Lubawka (DS)
- Lubień Kujawski (KP)
- Lubin (DS)
- Lublin (LB)
- Lubliniec (SL)
- Lubniewice (LS)
- Lubomierz (DS)
- Luboń (WP)
- Lubowidz (MZ)
- Lubraniec (KP)
- Lubsko (LS)
- Lubycza Królewska (LB)
- Lutomiersk (LD)
- Lututów (LD)
- Lwówek (WP)
- Lwówek Śląski (DS)

## Ł
- Łabiszyn (KP)
- Łagów (SK)
- Łańcut (PK)
- Łapy (PL)
- Łasin (KP)
- Łask (LD)
- Łaskarzew (MZ)
- Łaszczów (LB)
- Łaziska Górne (SL)
- Łazy (SL)
- Łeba (PM)
- Łęczna (LB)
- Łęczyca (LD)
- Łęknica (LS)
- Łobez (ZP)
- Łobżenica (WP)
- Łochów (MZ)
- Łomianki (MZ)
- Łomża (PL)
- Łopuszno (SK)
- Łosice (MZ)
- Łowicz (LD)
- Łódź (LD)
- Łuków (LB)

## M
- Maciejowice (MZ)
- Magnuszew (MZ)
- Maków Mazowiecki (MZ)
- Maków Podhalański (MP)
- Malbork (PM)
- Małogoszcz (SK)
- Małomice (LS)
- Margonin (WP)
- Marki (MZ)
- Maszewo (ZP)
- Miasteczko Krajeńskie (WP)
- Miasteczko Śląskie (SL)
- Miastko (PM)
- Michałowo (PL)
- Miechów (MP)
- Miejska Górka (WP)
- Mielec (PK)
- Mielno (ZP)
- Mieroszów (DS)
- Mieszkowice (ZP)
- Mieścisko (WP)
- Międzybórz (DS)
- Międzychód (WP)
- Międzylesie (DS)
- Międzyrzec Podlaski (LB)
- Międzyrzecz (LS)
- Międzyzdroje (ZP)
- Miękinia (DS)
- Mikołajki (WM)
- Mikołów (SL)
- Mikstat (WP)
- Milanówek (MZ)
- Milicz (DS)
- Miłakowo (WM)
- Miłomłyn (WM)
- Miłosław (WP)
- Mińsk Mazowiecki (MZ)
- Mirosławiec (ZP)
- Mirsk (DS)
- Mława (MZ)
- Młynary (WM)
- Modliborzyce (LB)
- Mogielnica (MZ)
- Mogilno (KP)
- Mońki (PL)
- Morawica (SK)
- Morąg (WM)
- Mordy (MZ)
- Moryń (ZP)
- Mosina (WP)
- Mrągowo (WM)
- Mrocza (KP)
- Mrozy (MZ)
- Mszana Dolna (MP)
- Mszczonów (MZ)
- Murowana Goślina (WP)
- Muszyna (MP)
- Mysłowice (SL)
- Myszków (SL)
- Myszyniec (MZ)
- Myślenice (MP)
- Myślibórz (ZP)

## N
- Nakło nad Notecią (KP)
- Nałęczów (LB)
- Namysłów (OP)
- Narol (PK)
- Nasielsk (MZ)
- Nekla (WP)
- Nidzica (WM)
- Niemcza (DS)
- Niemodlin (OP)
- Niepołomice (MP)
- Nieszawa (KP)
- Nisko (PK)
- Nowa Dęba (PK)
- Nowa Ruda (DS)
- Nowa Sarzyna (PK)
- Nowa Słupia (SK)
- Nowa Sól (LS)
- Nowe (KP)
- Nowe Brzesko (MP)
- Nowe Miasteczko (LS)
- Nowe Miasto (MZ)
- Nowe Miasto Lubawskie (WM)
- Nowe Miasto nad Pilicą (MZ)
- Nowe Skalmierzyce (WP)
- Nowe Warpno (ZP)
- Nowogard (ZP)
- Nowogrodziec (DS)
- Nowogród (PL)
- Nowogród Bobrzański (LS)
- Nowy Dwór Gdański (PM)
- Nowy Dwór Mazowiecki (MZ)
- Nowy Korczyn (SK)
- Nowy Sącz (MP)
- Nowy Staw (PM)
- Nowy Targ (MP)
- Nowy Tomyśl (WP)
- Nowy Wiśnicz (MP)
- Nysa (OP)

## O
- Oborniki (WP)
- Oborniki Śląskie (DS)
- Obrzycko (WP)
- Odolanów (WP)
- Odrzywół (MZ)
- Ogrodzieniec (SL)
- Okonek (WP)
- Olecko (WM)
- Olesno (OP)
- Oleszyce (PK)
- Oleśnica (DS)
- Oleśnica (SK)
- Olkusz (MP)
- Olsztyn (WM)
- Olsztyn (SL)
- Olsztynek (WM)
- Olszyna (DS)
- Oława (DS)
- Opalenica (WP)
- Opatowiec (SK)
- Opatów (SK)
- Opatówek (VP)
- Opoczno (LD)
- Opole (OP)
- Opole Lubelskie (LB)
- Orneta (WM)
- Orzesze (SL)
- Orzysz (WM)
- Osieck (MZ)
- Osieczna (WP)
- Osiek (SK)
- Osjaków (LD)
- Ostrołęka (MZ)
- Ostroróg (WP)
- Ostrowiec Świętokrzyski (SK)
- Ostróda (WM)
- Ostrów Lubelski (LB)
- Ostrów Mazowiecka (MZ)
- Ostrów Wielkopolski (WP)
- Ostrzeszów (WP)
- Ośno Lubuskie (LS)
- Oświęcim (MP)
- Otmuchów (OP)
- Otwock (MZ)
- Otyń (LB)
- Ozimek (OP)
- Ozorków (LD)
- Ożarów (SK)
- Ożarów Mazowiecki (MZ)

## P
- Pabianice (LD)
- Pacanów (SK)
- Paczków (OP)
- Pajęczno (LD)
- Pakość (KP)
- Parczew (LB)
- Parzęczew  (LD)
- Pasłęk (WM)
- Pasym (WM)
- Pelplin (PM)
- Pełczyce (ZP)
- Piaseczno (MZ)
- Piaski (LB)
- Piastów (MZ)
- Piątek (LD)
- Piechowice (DS)
- Piekary Śląskie (SL)
- Piekoszów (SK)
- Pieniężno (WM)
- Pieńsk (DS)
- Pierzchnica (SK)
- Pieszyce (DS)
- Pilawa (MZ)
- Pilica (SL)
- Pilzno (PK)
- Piła (WP)
- Piława Górna (DS)
- Pińczów (SK)
- Pionki (MZ)
- Piotrków Kujawski (KP)
- Piotrków Trybunalski (LD)
- Pisz (WM)
- Piszczac (LB)
- Piwniczna-Zdrój (MP)
- Pleszew (WP)
- Płock (MZ)
- Płońsk (MZ)
- Płoty (ZP)
- Pniewy (WP)
- Pobiedziska (WP)
- Poddębice (LD)
- Podkowa Leśna (MZ)
- Pogorzela (WP)
- Polanica-Zdrój (DS)
- Polanów (ZP)
- Police (ZP)
- Polkowice (DS)
- Połaniec (SK)
- Połczyn-Zdrój (ZP)
- Poniatowa (LB)
- Poniec (WP)
- Poręba (SL)
- Poznań (WP)
- Prabuty (PM)
- Praszka (OP)
- Prochowice (DS)
- Proszowice (MP)
- Prószków (OP)
- Pruchnik (PK)
- Prudnik (OP)
- Prusice (DS)
- Pruszcz (KP)
- Pruszcz Gdański (PM)
- Pruszków (MZ)
- Przasnysz (MZ)
- Przecław (PK)
- Przedbórz (LD)
- Przedecz (WP)
- Przemków (DS)
- Przemyśl (PK)
- Przeworsk (PK)
- Przyrów (SL)
- Przysucha (MZ)
- Przytyk (MZ)
- Pszczyna (SL)
- Pszów (SL)
- Puck (PM)
- Puławy (LB)
- Pułtusk (MZ)
- Puszczykowo (WP)
- Pyrzyce (ZP)
- Pyskowice (SL)
- Pyzdry (WP)

## R
- Rabka-Zdrój (MP)
- Raciąż (MZ)
- Racibórz (SL)
- Radków (DS)
- Radlin (SL)
- Radłów (MP)
- Radom (MZ)
- Radomsko (LD)
- Radomyśl Wielki (PK)
- Radoszyce (SK)
- Radymno (PK)
- Radziejów (KP)
- Radzionków (SL)
- Radzymin (MZ)
- Radzyń Chełmiński (KP)
- Radzyń Podlaski (LB)
- Rajgród (PL)
- Rakoniewice (WP)
- Raszków (WP)
- Rawa Mazowiecka (LD)
- Rawicz (WP)
- Recz (ZP)
- Reda (PM)
- Rejowiec (LB)
- Rejowiec Fabryczny (LB)
- Resko (ZP)
- Reszel (WM)
- Rogoźno (WP)
- Ropczyce (PK)
- Rozprza (LD)
- Różan (MZ)
- Ruciane-Nida (WM)
- Ruda Śląska (SL)
- Rudnik nad Sanem (PK)
- Rumia (PM)
- Rybnik (SL)
- Rychtal (WP)
- Rychwał (WP)
- Rydułtowy (SL)
- Rydzyna (WP)
- Ryglice (MP)
- Ryki (LB)
- Rymanów (PK)
- Ryn (WM)
- Rypin (KP)
- Rzepin (LS)
- Rzeszów (PK)
- Rzgów (LD)

## S
- Sandomierz (SK)
- Sanniki (MZ)
- Sanok (PK)
- Sejny (PL)
- Serock (MZ)
- Sędziszów (SK)
- Sędziszów Małopolski (PK)
- Sępopol (WM)
- Sępólno Krajeńskie (KP)
- Sianów (ZP)
- Siechnice (DS)
- Siedlce (MZ)
- Siedliszcze (LB)
- Siemianowice Śląskie (SL)
- Siemiatycze (PL)
- Sieniawa (PK)
- Siennica (MZ)
- Sienno (MZ)
- Sieradz (LD)
- Sieraków (WP)
- Sierpc (MZ)
- Siewierz (SL)
- Skalbmierz (SK)
- Skała (MP)
- Skarszewy (PM)
- Skaryszew (MZ)
- Skarżysko-Kamienna (SK)
- Skawina (MP)
- Skępe (KP)
- Skierniewice (LD)
- Skoczów (SL)
- Skoki (WP)
- Skórcz (PM)
- Skwierzyna (LS)
- Sława (LS)
- Sławków (SL)
- Sławno (ZP)
- Słomniki (MP)
- Słubice (LS)
- Słupca (WP)
- Słupsk (PM)
- Sobków (SK)
- Sobótka (DS)
- Sochaczew (MZ)
- Sochocin (MZ)
- Sokołów Małopolski (PK)
- Sokołów Podlaski (MZ)
- Sokółka (PL)
- Solec Kujawski (KP)
- Solec nad Wisłą (MZ)
- Sompolno (WP)
- Sopot (PM)
- Sosnowiec (SL)
- Sośnicowice (SL)
- Stalowa Wola (PK)
- Starachowice (SK)
- Stargard (ZP)
- Starogard Gdański (PM)
- Stary Sącz (MP)
- Staszów (SK)
- Stawiski (PL)
- Stawiszyn (WP)
- Stąporków (SK)
- Stepnica (ZP)
- Stęszew (WP)
- Stoczek Łukowski (LB)
- Stopnica (SK)
- Stronie Śląskie (DS)
- Strumień (SL)
- Stryków (LD)
- Strzegom (DS)
- Strzelce Krajeńskie (LS)
- Strzelce Opolskie (OP)
- Strzeleczki (OP)
- Strzelin (DS)
- Strzelno (KP)
- Strzyżów (PK)
- Sucha Beskidzka (MP)
- Suchań (ZP)
- Suchedniów (SK)
- Suchowola (PL)
- Sulechów (LS)
- Sulejów (LD)
- Sulejówek (MZ)
- Sulęcin (LS)
- Sulmierzyce (WP)
- Sułkowice (MP)
- Supraśl (PL)
- Suraż (PL)
- Susz (WM)
- Suwałki (PL)
- Swarzędz (WP)
- Syców (DS)
- Szadek (LD)
- Szamocin (WP)
- Szamotuły (WP)
- Szczawnica (MP)
- Szczawno-Zdrój (DS)
- Szczebrzeszyn (LB)
- Szczecin (ZP)
- Szczecinek (ZP)
- Szczekociny (SL)
- Szczucin (MP)
- Szczuczyn (PL)
- Szczyrk (SL)
- Szczytna (DS)
- Szczytno (WM)
- Szepietowo (PL)
- Szklarska Poręba (DS)
- Szlichtyngowa (LS)
- Szprotawa (LS)
- Sztum (PM)
- Szubin (KP)
- Szydłów (SK)
- Szydłowiec (MZ)

## Ś
- Ścinawa (DS)
- Ślesin (WP)
- Śmigiel (WP)
- Śrem (WP)
- Środa Śląska (DS)
- Środa Wielkopolska (WP)
- Świątniki Górne (MP)
- Świdnica (DS)
- Świdnik (LB)
- Świdwin (ZP)
- Świebodzice (DS)
- Świebodzin (LS)
- Świecie (KP)
- Świeradów-Zdrój (DS)
- Świerzawa (DS)
- Świętochłowice (SL)
- Świnoujście (ZP)

## T
- Tarczyn (MZ)
- Tarnobrzeg (PK)
- Tarnogród (LB)
- Tarnowskie Góry (SL)
- Tarnów (MP)
- Tczew (PM)
- Terespol (LB)
- Tłuszcz (MZ)
- Tolkmicko (WM)
- Tomaszów Lubelski (LB)
- Tomaszów Mazowiecki (LD)
- Toruń (KP)
- Torzym (LS)
- Toszek (SL)
- Trzcianka (WP)
- Trzciel (LS)
- Trzcińsko-Zdrój (ZP)
- Trzebiatów (ZP)
- Trzebinia (MP)
- Trzebnica (DS)
- Trzemeszno (WP)
- Tuchola (KP)
- Tuchów (MP)
- Tuczno (ZP)
- Tuliszków (WP)
- Tułowice (OP)
- Turek (WP)
- Turobin (LB)
- Tuszyn (LD)
- Twardogóra (DS)
- Tychowo (ZP)
- Tychy (SL)
- Tyczyn (PK)
- Tykocin (PL)
- Tyszowce (LB)

## U
- Ujazd (LD)
- Ujazd (OP)
- Ujście (WP)
- Ulanów (PK)
- Uniejów (LD)
- Urzędów (LB)
- Ustka (PM)
- Ustroń (SL)
- Ustrzyki Dolne (PK)

## W
- Wadowice (MP)
- Wałbrzych (DS)
- Wałcz (ZP)
- Warka (MZ)
- Warszawa (MZ)
- Warta (LD)
- Wasilków (PL)
- Wąbrzeźno (KP)
- Wąchock (SK)
- Wągrowiec (WP)
- Wąsosz (DS)
- Wąwolnica (LB)
- Wejherowo (PM)
- Węgliniec (DS)
- Węgorzewo (WM)
- Węgorzyno (ZP)
- Węgrów (MZ)
- Wiązów (DS)
- Wielbark (WN)
- Wieleń (WP)
- Wielichowo (WP)
- Wieliczka (MP)
- Wieluń (LD)
- Wieruszów (LD)
- Więcbork (KP)
- Wilamowice (SL)
- Wiskitki (MZ)
- Wisła (SL)
- Wiślica (SK)
- Witkowo (WP)
- Witnica (LS)
- Wleń (DS)
- Władysławowo (PM)
- Włocławek (KP)
- Włodawa (LB)
- Włodowice (SL)
- Włoszczowa (SK)
- Wodzisław (SK)
- Wodzisław Śląski (SL)
- Wojcieszów (DS)
- Wojkowice (SL)
- Wojnicz (MP)
- Wolbórz (LD)
- Wolbrom (MP)
- Wolin (ZP)
- Wolsztyn (WP)
- Wołczyn (OP)
- Wołomin (MZ)
- Wołów (DS)
- Woźniki (SL)
- Wrocław (DS)
- Wronki (WP)
- Września (WP)
- Wschowa (LS)
- Wyrzysk (WP)
- Wysoka (WP)
- Wysokie Mazowieckie (PL)
- Wyszków (MZ)
- Wyszogród (MZ)
- Wyśmierzyce (MZ)

## Z
- Zabłudów (PL)
- Zabrze (SL)
- Zagórów (WP)
- Zagórz (PK)
- Zakliczyn (MP)
- Zaklików (PK)
- Zakopane (MP)
- Zakroczym (MZ)
- Zalewo (WM)
- Zambrów (PL)
- Zamość (LB)
- Zaniemyśl (VP)
- Zator (MP)
- Zawadzkie (OP)
- Zawichost (SK)
- Zawidów (DS)
- Zawiercie (SL)
- Ząbki (MZ)
- Ząbkowice Śląskie (DS)
- Zbąszynek (LS)
- Zbąszyń (WP)
- Zduny (WP)
- Zduńska Wola (LD)
- Zdzieszowice (OP)
- Zelów (LD)
- Zgierz (LD)
- Zgorzelec (DS)
- Zielona Gora (LS)
- Zielonka (MZ)
- Ziębice (DS)
- Złocieniec (ZP)
- Złoczew (LD)
- Złotoryja (DS)
- Złotów (WP)
- Złoty Stok (DS)
- Zwierzyniec (LB)
- Zwoleń (MZ)

## Ż
- Żabno (MP)
- Żagań (LS)
- Żarki (SL)
- Żarnów (LD)
- Żarów (DS)
- Żary (LS)
- Żelechów (MZ)
- Żerków (WP)
- Żmigród (DS)
- Żnin (KP)
- Żory (SL)
- Żukowo (PM)
- Żuromin (MZ)
- Żychlin (LD)
- Żyrardów (MZ)
- Żywiec (SL)